# وزارة المالية والتنمية الاقتصادية (إثيوبيا)
وزارة المالية والتنمية الاقتصادية هي إدارة حكومية إثيوبية. وهي مسؤولة عن الإدارة المالية العامة والسياسة الاقتصادية لإثيوبيا، بالإضافة إلى تخصيص المساعدات الاقتصادية.
وزير المالية الحالي هو أحمد شيدي، ويشغل المنصب منذ 2018.

## أنظر أيضا
- وزارة المالية (تشيلي)